# Chao Oniam
Chao Oniam, altresì citato come Chao On Iam o come Chao On-Lam (Bangkok, 10 agosto 1951), è un ex calciatore thailandese di ruolo portiere.

## Carriera
Con la Nazionale thailandese ha partecipato alle Olimpiadi del 1968.